# Російський Микола Олексійович
Микола Олексійович Російський (Россійський) (22 березня 1915, село Труліси Волоколамського повіту Московської губернії, тепер присілок, підпорядкований місту Волоколамську Московської області Російської Федерації — 8 березня 1960, місто Москва, тепер Російська Федерація) — радянський діяч, робітник, новатор виробництва, старший майстер, начальник цеху мікрометрів Московського заводу «Калібр». Депутат Верховної Ради СРСР 3-го скликання. 

## Біографія
Народився в селянській родині. У 1931 році, після закінчення семирічної школи, переїхав до Москви, де почав працювати підручним муляра на будівництві заводу «Калібр», одночасно навчався у школі фабрично-заводського учнівства. У 1934 році вступив до комсомолу. Два роки прослужив у Червоній армії. 
На заводі «Калібр» працював з 1933 по 1952 рік, пройшовши шлях від токаря, бригадира механічної дільниці, майстра (з 1939 року), старшого майстра механічної дільниці цеху мікрометрів (з 1946 року) до начальника цеху мікрометрів. Був ініціатором колективної стахановської новаторської праці.
Член ВКП(б) з 1942 року.
У 1946 році цех мікрометрів випускав близько 1,5 тис. мікрометрів на місяць, причому всі вироби були другого класу точності. План повоєнної п'ятирічки з відновлення країни вимагав різко збільшити випуск мікрометрів та їхню якість. Микола Російський, як старший майстер, впровадив за дев'ять місяців 1947 року на своїй ділянці потоковий метод виробництва, при цьому 18 робітників, 9 майстрів та 5 інженерів-технологів внесли понад 40 раціональних пропозицій. У результаті на 100 % збільшилася продуктивність праці робітників, на 50 % зменшилася трудомісткість обробки та на 40 % знизилася собівартість продукції. Виробничий цикл скоротився в 10 разів, а кількість виробів, що випускалися, зросла в 18 разів. 70 % мікрометрів виходили за нульовим і першим класом точності.
У 1952 році без відриву від виробництва закінчив інструментальний технікум при Московському заводі «Калібр».
У 1952—1955 роках — слухач Вищої партійної школи при ЦК КПРС у Москві.
У 1955 — 8 березня 1960 року — директор Московського заводу деревообробних верстатів.
Член Радянського комітету захисту миру (з 1949 року). Автор книг «Слово майстрів (Розповіді стахановців про свою роботу)» (1949), «Колективна організація стахановської праці» (1949), «Праця та мир: записки лауреата Сталінської премії, депутата Верховної ради СРСР, старшого майстра цеху мікрометрів заводу «Калібр»» (1952).
Помер 8 березня 1960 року в Москві. Похований на 8-й ділянці Новодівочого цвинтаря Москви.

## Нагороди
- Сталінська премія І ст. (1948) — «за докорінне вдосконалення технологічних процесів виробництва та організацію колективної стахановської роботи, які забезпечили значне зниження собівартості, підвищення продуктивності праці та якості продукції»
- медалі